# Dongo (Burkina Faso)
Pour les articles homonymes, voir Dongo.
Dongo est une commune rurale située dans le département de Pô de la province du Nahouri dans la région du Centre-Sud au Burkina Faso.

## Géographie
Dongo est situé à 12 km à l'Est de Pô et à 3 km au Nord-Ouest du lieu-dit de Kampala.

## Santé et éducation
Le centre de soins le plus proche de Dongo est le centre de santé et de promotion sociale (CSPS) de Kampala (rattaché à Fanian) tandis que le centre médical (CMA) le plus proche se trouve à Pô.